# AB-Aktion

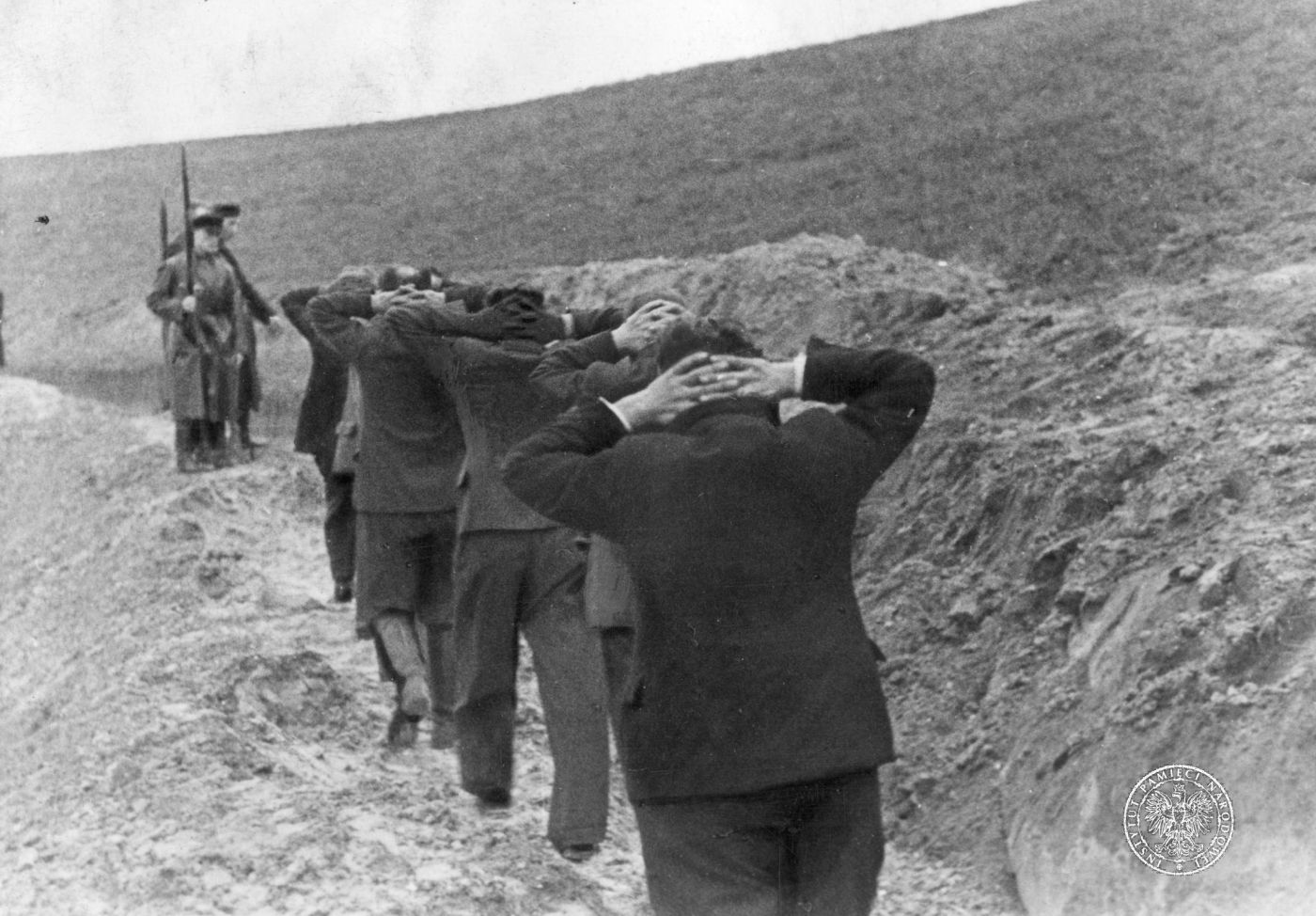
Poolse leraren worden naar de plaats van terechtstelling geleid op 1 november 1939.

AB-Aktion, voluit Ausserordentliche Befriedungsaktion, was de Duitse codenaam voor de liquidatie van Poolse intellectuelen en andere Poolse leiders na de capitulatie van de Poolse strijdkrachten tijdens de Tweede Wereldoorlog. 

## Geschiedenis
Na de Duitse inval in Polen in september 1939 en de nederlaag van het Poolse leger in de daaropvolgende maand, begonnen de nazi's met het uitschakelen van Poolse intellectuelen, zoals leraren en priesters. Omdat de nazi's de Polen als Untermensch beschouwden, wilden ze de lage klassen als slaven gebruiken. Hierbij konden ze de intellectuelen niet gebruiken. Bovendien moesten mensen met Poolse nationalistische ideeën en politieke kopstukken worden vermoord om mogelijke lokale verzetsbewegingen in de kiem te smoren.
Door speciaal hiervoor opgerichte Einsatzgruppen, werden circa 3.500 personen zonder proces vermoord. Deze acties werden reeds uitgevoerd tijdens de Poolse Veldtocht en duurden tot juni 1940.